# Caroline Dolehide
Caroline Dolehide (n. 5 septembrie 1998, Hinsdale⁠(d), Comitatul DuPage, Illinois, SUA) este o jucătoare americană de tenis profesionist. Cea mai înaltă poziție la simplu este locul 41 mondial în octombrie 2023, iar la dublu locul 18 mondial în iunie 2024. Cea mai bună performanță a ei din Circuitul WTA a venit la dublu la US Open 2019, unde a ajuns în semifinale cu compatriota Vania King. A câștigat un titlu în circuitul WTA și un titlu WTA 125 la dublu, precum și 18 titluri în circuitul feminin ITF, opt la simplu și zece la dublu.
Ca junioară, Dolehide a fost de două ori finalistă de Grand Slam la dublu. Ea și-a făcut debutul în turneul WTA în iulie 2017 și a câștigat primul ei titlu WTA la Monterrey Open din Mexic în martie 2021. Dolehide a câștigat, de asemenea, primul ei meci de Grand Slam la French Open 2018.